# Barsbay
Al-Aschraf Saif ad-Din Barsbay (arabisch الأشرف سيف الدين برسباي, DMG al-Ašraf Saif ad-Dīn Barsbāy; * 1369; † 7. Juni 1438) war Sultan der Mamluken in Ägypten von 1422 bis 1438.

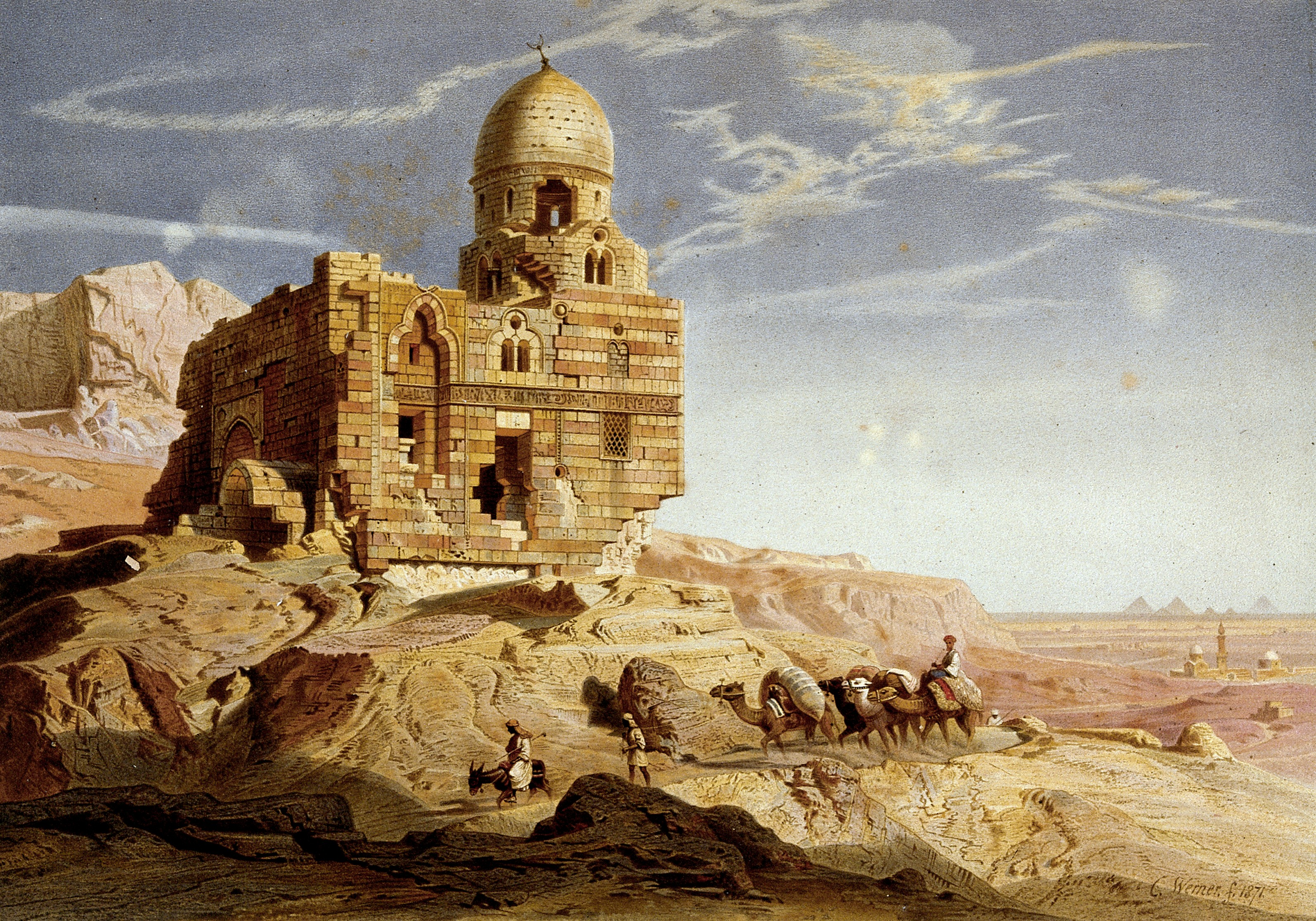
Grabmal des Sultans al-Aschraf Barsbay (Farblithographie)

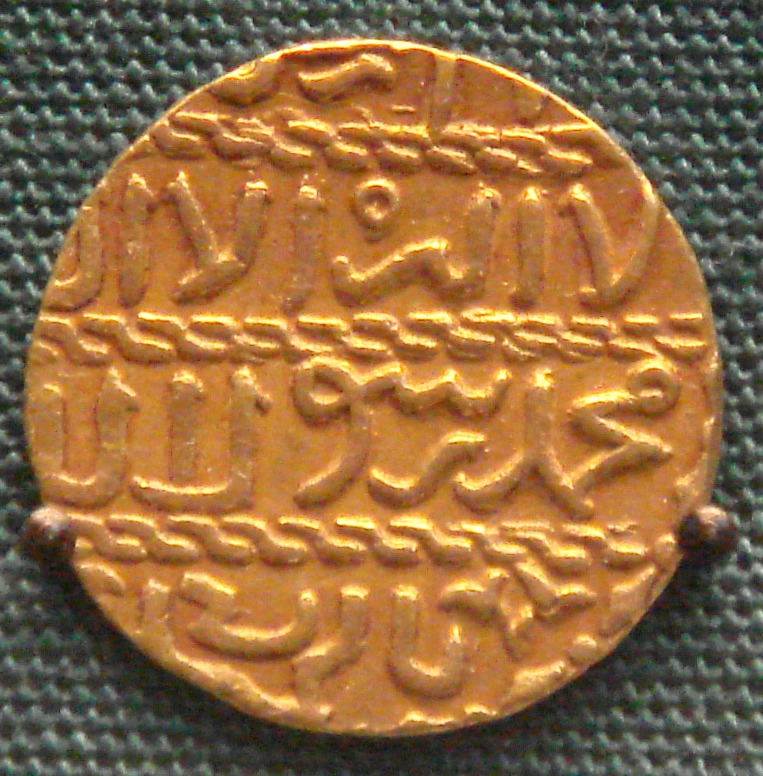
Goldmünze des Sultans

Barsbay hatte schon unter seinem Vorgänger, dem Sultan az-Zahir Tatar (1421–1422), die Regentschaft inne. Nach der direkten Übernahme der Herrschaft setzte er eine starke Regierung durch, ohne die Ausbeutung des Landes durch die Emire der Mamluken verhindern zu können. 
Zunächst wurde durch die Erhöhung von Steuern und Zöllen versucht, die Staatsfinanzen zu sanieren, um die hohen Kosten für die Unterhaltung des Mamlukenheeres decken zu können. Außerdem wurden Handelsmonopole für Zucker und Gewürze eingeführt. Ein Versuch, die italienischen Goldwährungen durch eigene Münzprägungen aus der ägyptischen Wirtschaft zu verdrängen, führte zu einer Zerrüttung des Finanzsystems. Zwar gelang es Barsbay durch seine Maßnahmen, die Staatsfinanzen zu konsolidieren, doch wurde der Fernhandel, von dem die ägyptische Wirtschaft abhing, erheblich geschädigt. Diese Eingriffe in den Gewürzhandel dürften in der Folgezeit das Bestreben der Europäer, den Seeweg nach Indien zu finden, erheblich beflügelt haben.
Trotz der verfehlten Wirtschaftspolitik hatte Barsbay bedeutende außenpolitische Erfolge, als ihm 1426 die Unterwerfung von Zypern gelang. Die Eroberung war notwendig geworden, um den christlichen Piraten im östlichen Mittelmeer die Stützpunkte zu entziehen. Außerdem konnte die Macht der Mamluken im Hedschas gegenüber den Scherifen von Mekka verstärkt durchgesetzt werden. Nach dem Tod von Barsbay wurde dessen Sohn al-Aziz Yusuf unter der Regentschaft von Dschaqmaq eingesetzt, bevor letzterer 1438 bis 1453 selbst die Herrschaft übernahm.